# Zarymnie
Zarymnie – część wsi Mników w Polsce, położona w województwie małopolskim, w powiecie krakowskim, w gminie Liszki.
W latach 1975–1998 Zarymnie administracyjnie należało do województwa krakowskiego.